# Hacilar

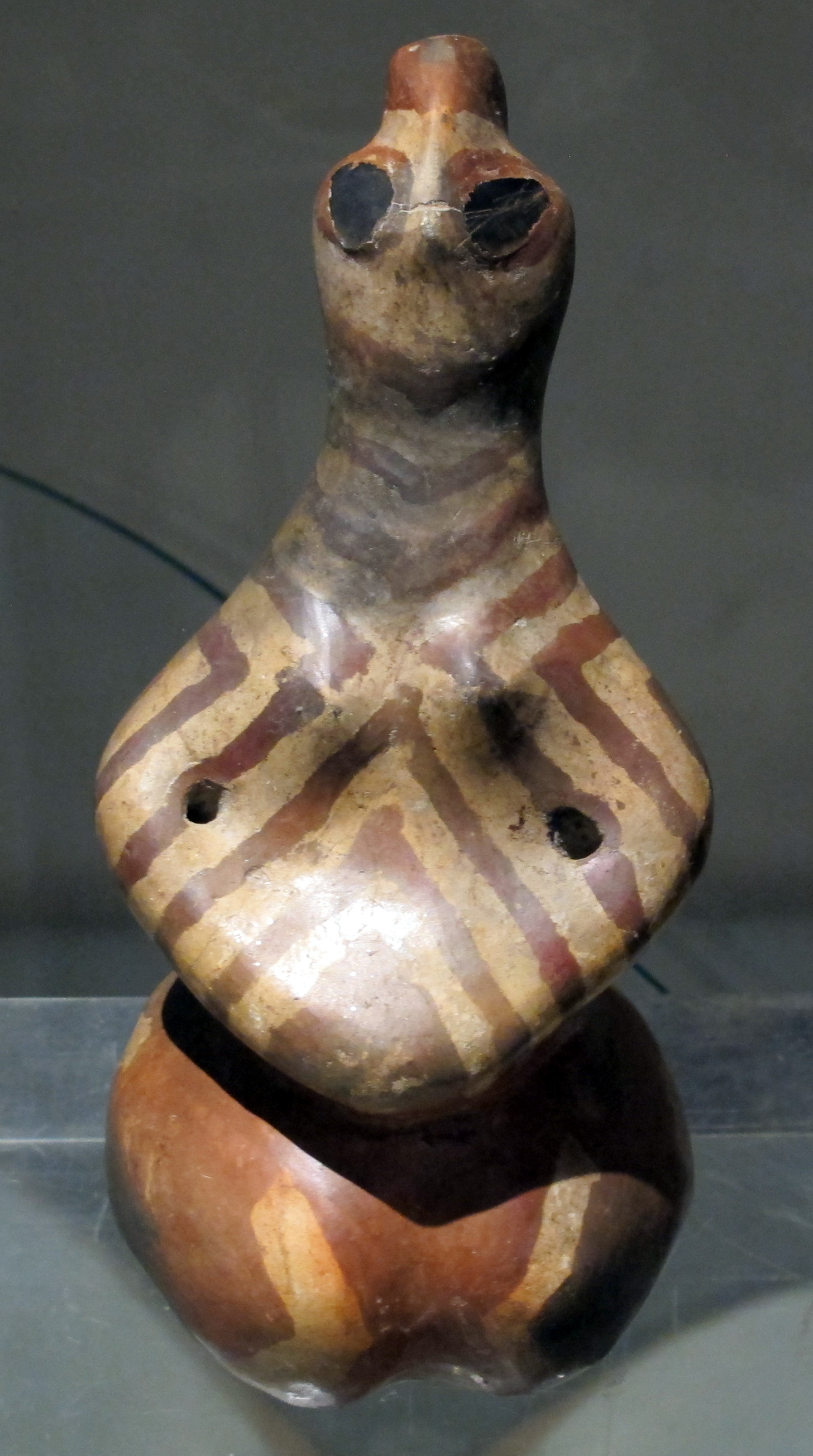
Figurka z Hacilar

Hacilar – prehistoryczna osada (tell), znajdująca się nad jeziorem Burdur w południowo-zachodniej Turcji.
Ruiny Hacilar zostały odkopane podczas prac archeologicznych prowadzonych w latach 50. XX wieku przez Jamesa Mellaarta. Najstarsza warstwa osadnicza, datowana na ponad 8,7 tysiąca lat, odpowiada fazie neolitu preceramicznego. Charakteryzuje się budowlami mieszkalnymi o malowanych ścianach, wznoszonymi z suszonej cegły. Odkryte ślady fauny i flory świadczą o istnieniu uprawy zbóż (pszenicy i jęczmienia) oraz hodowli owiec i kóz. W okresie rozwiniętego neolitu (poziomy IX-VI, ok. 5750-5600 p.n.e.) osada miała charakter typowo rolniczy. Następuje kontynuacja budownictwa z cegły niewypalanej, wzmacnianego drewnianymi słupami. W poziomach tych znaleziono liczne ślady ceramiki, początkowo monochromatycznej, następnie zdobionej wzorami. Okres ten charakteryzuje się także wyrobem antropomorficznych figurek, przedstawiających zazwyczaj postaci kobiece.
W końcowej fazie osadnicznej, przypadającej na okres chalkolitu (poziomy V-I; ok. 5600-4700 p.n.e.) Hacilar miało charakter fortecy otoczonej kamiennym murem. Charakterystyczne dla tego okresu są dwupoziomowe ceglane domy typu megaronu oraz obecność sztucznego nawodnienia. Osada została porzucona po serii pożarów, które miały miejsce ok. 7000-6800 lat temu.